# Championnat du monde féminin de curling 2015
Navigation
Édition précédente Édition suivante
Le Championnat du monde féminin de curling 2015, trente-septième édition des championnats du monde de curling, a lieu du 14 au 22 mars 2015 à Sapporo, au Japon.

## Équipes
| Canada | Chine | Danemark |
| --- | --- | --- |
| St. Vital CC, Winnipeg Skip : Jennifer Jones Third : Kaitlyn Lawes Second : Jill Officer Lead : Dawn McEwen Remplaçante : Jennifer Clark-Rouire          | Heilongjiang CC, Harbin Skip : Liu Sijia Third : Jiang Yilun Second : Liu Jinli Lead : Wang Rui Remplaçante : Yu Xinna                              | Hvidovre CC, Hvidovre Skip : Lene Nielsen Third : Jeanne Ellegaard Second : Stephanie Risdal Nielsen Lead : Charlotte Clemmensen Remplaçante : Isabella Clemmensen |
| Finlande | Allemagne | Japon |
| Åland Curling, Eckerö Skip : Sanna Puustinen Third : Heidi Hossi Second : Oona Kauste Lead : Marjo Hippi Remplaçante : Maija Salmiovirta                 | CC Füssen, Füssen Skip : Daniela Driendl Third : Analena Jentsch Second : Stella Heiß Lead : Pia-Lisa Schöll Remplaçante : Monika Trettin           | Sapporo CC, Sapporo Skip : Ayumi Ogasawara Third : Sayaka Yoshimura Second : Kaho Onodera Lead : Anna Ohmiya Remplaçante : Rina Ida                                |
| Norvège | Russie | Écosse |
| Oppdal CK, Oppdal Skip : Kristin Skaslien Third : Anneline Skårsmoen Second : Julie Kjær Molnar Lead : Kristine Davanger Remplaçante : Pia Trulsen       | Moskvitch CC, Moscou Skip : Anna Sidorova Third : Margarita Fomina Second : Alexandra Saitova Lead : Ekaterina Galkina Remplaçante : Nkeiruka Ezekh | Dunkeld CC, Pitlochry Skip : Eve Muirhead Third : Anna Sloan Second : Vicki Adams Lead : Sarah Reid Remplaçante : Lauren Gray                                      |
| Suède | Suisse | États-Unis |
| Skellefteå CK, Skellefteå Fourth : Maria Prytz Third : Christina Bertrup Second : Sara McManus Skip : Margaretha Sigfridsson Remplaçante : Sofia Mabergs | CC Baden Regio, Baden Skip : Alina Pätz Third : Nadine Lehmann Second : Marisa Winkelhausen Lead : Nicole Schwägli Remplaçante : Carole Howald      | Four Seasons CC, Blaine Skip : Aileen Sormunen Third : Monica Walker Second : Tara Peterson Lead : Vicky Persinger Remplaçante : Becca Hamilton                    |

## ClassementRound Robin
| Résultat | Résultat |
| -------- | -------- |
|          | Playoff  |
|          | Barrages |

| Nation     | Skip                   | V  | D  | PP | PC | Ends gagnés | Ends perdus | Ends nuls | Ends volés | Pct. de tir |
| ---------- | ---------------------- | -- | -- | -- | -- | ----------- | ----------- | --------- | ---------- | ----------- |
| Suisse     | Alina Pätz             | 10 | 1  | 76 | 55 | 47          | 43          | 16        | 10         | 78 %        |
| Canada     | Jennifer Jones         | 9  | 2  | 86 | 53 | 53          | 39          | 8         | 16         | 79 %        |
| Russie     | Anna Sidorova          | 8  | 3  | 83 | 47 | 49          | 32          | 8         | 17         | 81 %        |
| Écosse     | Eve Muirhead           | 7  | 4  | 80 | 67 | 46          | 45          | 11        | 10         | 79 %        |
| Chine      | Liu Sijia              | 7  | 4  | 70 | 68 | 43          | 42          | 16        | 10         | 77 %        |
| Japon      | Ayumi Ogasawara        | 6  | 5  | 67 | 66 | 43          | 46          | 14        | 10         | 75 %        |
| Suède      | Margaretha Sigfridsson | 5  | 6  | 74 | 68 | 47          | 45          | 11        | 13         | 80 %        |
| Danemark   | Lene Nielsen           | 4  | 7  | 63 | 75 | 42          | 48          | 7         | 8          | 73 %        |
| Allemagne  | Daniela Driendl        | 4  | 7  | 60 | 74 | 41          | 54          | 12        | 6          | 74 %        |
| États-Unis | Aileen Sormunen        | 3  | 8  | 53 | 81 | 41          | 44          | 14        | 14         | 74 %        |
| Finlande   | Sanna Puustinen        | 2  | 9  | 61 | 83 | 40          | 46          | 8         | 9          | 69 %        |
| Norvège    | Kristin Skaslien       | 1  | 10 | 48 | 86 | 36          | 44          | 9         | 5          | 68 %        |

## Tableau final
|  | Playoffs | Playoffs | Playoffs |  |   | Demi-finales | Demi-finales | Demi-finales |   |        | Finale | Finale | Finale |
|  |          |          |          |  |   |              |              |              |   |        |        |        |        |
|  |          |          |          |  |   |              |              |              |   |        |        |        |        |
|  | 1        | Suisse   | 6        |  |   |              |              |              |   |        |        |        |        |
|  | 2        | Canada   | 4        |  |   |              |              |              |   |        | 1      | Suisse | 5      |
|  |          |          |          |  | 2 | Canada       | 7            |              | 2 | Canada | 3      |        |        |
|  |          |          |          |  | 3 | Russie       | 4            |              |   |        |        |        |        |
|  | 3        | Russie   | 7        |  |   |              |              |              |   |        |        |        |        |
|  | 4        | Écosse   | 2        |  |   |              |              |              |   |        |        |        |        |

|  | Match pour la médaille de bronze |        |    |
|  |                                  |        |    |
|  | 3                                | Russie | 13 |
|  | 4                                | Écosse | 4  |